# Ilie Muțiu
Ile Muțiu (n. 11 martie 1944, Ludoș, România – d. 22 iunie 2007, Sibiu, România) a fost un cântăreț român de muzică populară.

## Viața personală
A studiat la Sibiu Școala profesională „Independența”, iar apoi Școala Populară de Artă din Sibiu. După absolvirea Școlii de Artă se dedică folclorului la Clubul „Independența” și la Casa de Cultură din Sibiu.
În 1966 și-a început stagiul militar la unitatea de marină din Mangalia.

## Cariera
În tinerețe a fost angajat prin concurs la Ansamblul de cântece populare „Nicolae Bălcescu” din Craiova, unde a cântat 2 ani. 
În anii ''60 înregistrează numeroase melodii la Electrecord. 
În 1963 a fost angajat la Orchestra populară a Filarmonicii din Cluj.
În 1968 revine la Filarmonica de Stat din Cluj, unde a cântat cu interpreți consacrați ca: Maria Peter, Maria Marcu, Ana Pop-Corondan, Dumitru Sopon, Felician Fărcașu și cu arhicunoscuți dirijori ca Ilie Tetrade și Dorel Merticaru.
În 1979, se retrage din slujba cântecului, întocându-se la Ludoș, pentru a sta alături de părinții acestuia. 